# 劉承恩
參數所指定的目標頁面不存在，建議更正成存在頁面或直接建立下列一個頁面（建立前請先搜尋是否有合適的存在頁面可以取代）：
- 劉承恩 (正德進士)

刘承恩（？—？），字浩春。湖北襄阳太平店人。清朝及中华民国军事、政治人物。

## 生平
刘承恩是清朝附生。早年他曾典当衣物聚赌，被视作泼皮无赖。后来他投清军，考入北洋武备学堂。毕业后，他投袁世凯任幕僚、随从，还曾任清朝绿营统领。1895年11月，他随袁世凯在天津小站编练新建陆军，担任陆军右翼步兵第三营帮统，后升任工程营管带。1898年4月，他帮助袁世凯创办步队随营武备学堂，担任该学堂监督。1900年，他调任湖北武建左旗第一营管带。后他率湖北新军开赴广西镇压起义，此后留驻广西十多年，和陆荣廷交好。
1911年10月武昌起义爆发后，他被袁世凯召到河南彰德，委以赴武昌招抚民军的任务。1911年11月，他先后两次到武昌与湖北军政府都督黎元洪及其他革命党领导人接洽议和，他向民军方面提出，如承认君主立宪，双方可停战讲和，否则仍然用武力解决。1913年8月29日，袁世凯授予刘承恩陆军上将衔。后来，刘承恩曾任北洋政府陆军师长，广东兵工厂督办。1914年5月5日，刘承恩因病辞职。1914年12月12日，他帮办陕西军务。1916年10月，他担任广西省省长，不到一年便因护法战争而弃官到北京。1917年，他任广东省省长。1918年，他任陕西宣慰使。
1920年，湖北发生驱逐湖北督军王占元的运动，王占元遂荐刘承恩任省长，获得北洋政府批准。1921年3月8日，刘承恩被正式任命为湖北省省长，不久兼任湖北全省自治筹备处处长。  1921年9月9日，他和吴佩孚、萧耀南、陈光远等通电张绍曾赞成庐山国是会议，在汉口成立庐山国是会议筹备处，但未能取得成果。1921年9月，《湖北通志》（宣统志）完成，刘承恩为该志作序。因其担任湖北省长期间遭到各界反对，1921年12月，各县自治联合会和旅京同乡会发起了逐刘运动，驱逐刘承恩。1922年1月，刘承恩、萧耀南等人通电反对内阁总理梁士诒断送胶济铁路路权，并迫使内阁总理梁士诒下野。1922年7月6日，中华民国大总统黎元洪下令免去刘承恩的湖北省省长职务。1922年8月10日，北洋政府派出专员庄蕴宽查办刘承恩贪赃枉法一案，井交由法庭处理。1924年5月，北洋将军府授予他“承威将军”。此后他生平不详。